# Украинская лютеранская церковь
Украинская лютеранская церковь (укр. Українська Лютеранська Церква — УЛЦ) — национальная лютеранская церковь Украины. Является членом Конфессиональной лютеранской конференции. Наиболее многочисленные приходы (100—170 человек) находятся в Киеве, Тернополе и Кременце. С 2000 года УЛЦ возглавляет епископ Вячеслав Горпинчук.

## Украина в период Реформации
В начале XVI века множество православных священников Речи Посполитой имели хорошие отношения с католической Европой.
Реформация в Германии также сильно повлияла на церковную жизнь православных и католиков Речи Посполитой. Некоторые  шляхтичи украинского и польского происхождения тогда перешли в лютеранство. Немалое распространение, кроме населенных пунктов, где жили немецкие колонисты, лютеранство имело также в Закарпатье, там в лютеранство переходили в основном римско-католические священники и приходы, шляхтичи украинского происхождения, ранее перешедшие в Русинскую греко-католическую церковь. К ново, и принадлежали два из самых интересных представителей — Станислав Ореховский и Мартин Кровицкий.
Станислав Ореховский учился в Виттенберге и жил непосредственно в доме доктора Мартина Лютера, был другом автора Аугсбургского исповедания — Филиппа Меланхтона. Позже Станислав Ореховский оставил лютеранство
Мартин Кровицкий, будучи ксёндзом в Вишне, на одном из собраний епархии он выступил против злоупотреблений в католической церкви. Мартин Кровицкий также ушёл из лютеранства.
Впоследствии на Украине появилось несколько лютеранских общин. Лютеранские церкви были особенно многочисленны в Галичине, на Побужье, Волыни, Подолье, Брацлавщине и Киевщине. Позже, Католическая контрреформация, поддерживаемая властью Речи Посполитой, привела к исчезновению лютеранства с карты Украины.

## Лютеранство на Украине в первой половине XX века
На территории Галиции, находящейся под властью Польши, в 1930 году группа грекокатолических и православных священников провела реформу своих общин в духе лютеранства и создала Украинскую Евангелическую церковь Аугсбургского исповедания («Лютеранский комитет евангелического движения среди украинцев»). Церковь сумела сохранить и развить восточный украинский обряд (на основе литургии Иоанна Златоуста), при этом находясь в догматических рамках Аугсбурского исповедания. Центр церкви находился в Станиславове (Ивано-Франковске). Основателем церкви стал пастор Теодор Ярчук. Он в частности писал в журнале «Прозри!» в 1931 году: «Мы есть украинские евангелики. Любим наш народ украинский и обычаи наших предков. Мы стремимся к духовной реформации украинского народа на основе Правды Божественного Евангелия. Мы глядим на гениев украинского народа Григория Сковороду, Павла Кулиша, Тараса Шевченко.». Было создано 9 общин. Общины были в Станиславе, Микитинцях, Крехивцях, Луцке, Старых Богородчанах, Каминной, Зарваници, Антоновке и Побережье. Один из проповедников УЛЦ в 30-х годах, Ефим Фолюшняк, писал о Церкви:
|  | Будучи родной и нераздельной частью украинской души, церковь чувствует все боли и несправедливость народа и его потребности. может дать украинской нации большие духовные користи, потому что народ лишится тогда духовного рабства и дойдет к большому розвой и продвижению, так же, как дошли до того другие большие народы. |
|  | |

После присоединения Западной Украины к СССР в 1939 церковь была упразднена. Пастор Михаил Гильтайчук эмигрировал в США, вывезя с собой несколько вероисповедальных книг. Незадолго до смерти ор дал благословение представителям миссионерского общества «Мысли о вере». Остатки церкви сохранились только в эмиграции, где её лидером был пастор Михаил Тимчук, переехавший в США и благословивший создание миссионерского братства в 1979 году, которое сохранило церковную традицию. Возрождение церкви началось в начале 90-х, когда на Украину приехал пастор Ярослав Шепелявец, назначенный пастором Висконсинским синодом.

## УЛЦ в постсоветский период
В 1994 году была зарегистрирована первая община УЛЦ. В 1996 году Шепелявец стал первым епископом церкви. УЛЦ — единственная в мире лютеранская церковь восточного обряда, Литургия Иоанна Златоуста находится в центре украинского лютеранского богослужения. В 2000 г. УЛЦ имела 15 зарегистрированных и 8 фактически действующих общин, около 1500 верующих. Самые большие общины — по 200—300 человек действуют в Киеве, Тернополе, Севастополе, меньшие — на востоке и юге страны. За время существования, церковь отреставрировала несколько бывших культовых сооружений. Церковь разделена на три епархии (Киевскую, Галицкую и Таврийскую), возглавляемые пасторами.
Со времени провозглашения независимости Украины общества УЛЦ появляются в Киеве, Львове, Тернополе, Кременце, Запорожье, Харькове, Николаеве, Херсоне, Мариуполе, других населённых пунктах Украины.

## Епископы церкви
- Глава УЕЦАИ:
  - Иларион Шебец (1928—1945)
- Епископ УЛЦ:
  - Ярослав Шепелявец (1996—2000)
  - Вячеслав Горпинчук (с 2000 года)

## Миссионеры-основатели церкви
- Теодор Ярчук

## Межцерковные контакты
Украинская Лютеранская Церковь является членом Всеукраинского Совета Церквей. В 2001 году Украинская Лютеранская Церковь выступила в поддержку визита папы римского Иоанна Павла II на Украину. 24 июня 2001 года Епископ УЛЦ В. Горпинчук имел встречу в составе представителей ВУРЦ с Главой Католической Церкви во время его визита на Украину.